# Az NFL Legértékesebb Játékosa díj
Az NFL Legértékesebb Játékosa díj (NFL Most Valuable Player Award; NFL Player Of The Year) egy díj, amit a National Football League legértékesebb játékosa kap. Ezt a címet minden évben az amerikai sportsajtó osztja ki. Mivel az újságok nem mindig ugyanúgy ítélik meg a játékosok teljesítményét, ezért egy évben többen is megkaphatják különböző újságoktól ezt a címet. 1949-ben és 1950-ben nem rendeztek választást. Az alábbi táblázat visszatekint az 1970 előtti évekre is, amikor még két liga, az AFL és az NFL is létezett.
| Szezon | Játékos                                          | Csapat                                                                | Pozíció                                             |
| ------ | ------------------------------------------------ | --------------------------------------------------------------------- | --------------------------------------------------- |
| 1938   | Mel Hein                                         | New York Giants                                                       | Center                                              |
| 1939   | Parker Hall                                      | Cleveland Browns                                                      | Running back                                        |
| 1940   | Ace Parker                                       | Brooklyn Dodgers                                                      | Running back                                        |
| 1941   | Don Hutson                                       | Green Bay Packers                                                     | Wide Receiver                                       |
| 1942   | Don Hutson                                       | Green Bay Packers                                                     | Wide Receiver                                       |
| 1943   | Sid Luckman                                      | Chicago Bears                                                         | Quarterback                                         |
| 1944   | Frank Sinkwich                                   | Detroit Tigers                                                        | Running back                                        |
| 1945   | Bob Waterfield                                   | Cleveland Rams                                                        | Running back                                        |
| 1946   | Bill Dudley Glenn Dobbs                          | Pittsburgh Steelers Brooklyn Dodgers                                  | Running back                                        |
| 1947   | Otto Graham                                      | Cleveland Browns                                                      | Quarterback                                         |
| 1948   | Otto Graham                                      | Cleveland Browns                                                      | Quarterback                                         |
| 1951   | Otto Graham                                      | Cleveland Browns                                                      | Quarterback                                         |
| 1953   | Otto Graham                                      | Cleveland Browns                                                      | Quarterback                                         |
| 1954   | Joe Perry Lou Groza                              | San Francisco 49ers Cleveland Browns                                  | Running back Offensive Tackle                       |
| 1955   | Otto Graham Harlon Hill                          | Cleveland Browns Chicago Bears                                        | Quarterback Wide Receiver                           |
| 1956   | Frank Gifford                                    | New York Giants                                                       | Running back                                        |
| 1957   | Y. A. Tittle Jim Brown Johnny Unitas             | New York Giants Cleveland Browns Baltimore Colts                      | Quarterback Running back Quarterback                |
| 1958   | Jim Brown                                        | Cleveland Browns                                                      | Running back                                        |
| 1959   | Charlie Conerly Johnny Unitas                    | New York Giants Baltimore Colts                                       | Quarterback                                         |
| 1960   | Norm Van Brocklin Joe Schmidt                    | Philadelphia Eagles Detroit Lions                                     | Quarterback Linebacker                              |
| 1961   | Paul Hornung Y. A. Tittle George Blanda          | Green Bay Packers New York Giants Houston Oilers                      | Running back Quarterback                            |
| 1962   | Jim Taylor Y. A. Tittle Andy Robustelli          | Green Bay Packers New York Giants                                     | Running back Quarterback Defensive End              |
| 1963   | Y.A. Tittle Jim Brown Lance Alworth Clem Daniels | New York Giants Cleveland Browns San Diego Chargers Oakland Raiders   | Quarterback Running back Wide Receiver Running back |
| 1964   | Johnny Unitas Lenny Moore Gino Cappelletti       | Baltimore Colts Boston Patriots                                       | Quarterback Running back Wide Receiver              |
| 1965   | Jim Brown Pete Ratzlaff Jack Kemp Paul Lowe      | Cleveland Browns Philadelphia Eagles Buffalo Bills San Diego Chargers | Running back Tight End Quarterback Running back     |
| 1966   | Bart Starr Don Meredith Jim Nance                | Green Bay Packers Dallas Cowboys Boston Patriots                      | Quarterback Runnin gback                            |
| 1967   | Johnny Unitas Daryle Lamonica                    | Baltimore Colts Oakland Raiders                                       | Quarterback                                         |
| 1968   | Earl Morrall Leroy Kelly Joe Namath              | Baltimore Colts Cleveland Browns New York Jets                        | Quarterback Running back Quarterback                |
| 1969   | Roman Gabriel Daryle Lamonica Joe Namath         | Los Angeles Rams Oakland Raiders New York Jets                        | Quarterback                                         |
| 1970   | John Brodie George Blanda                        | San Francisco 49ers Oakland Raiders                                   | Quarterback Quarterback/Kicker                      |
| 1971   | Alan Page Bob Griese Roger Staubach              | Minnesota Vikings Miami Dolphins Dallas Cowboys                       | Defensive Tackle Quarterback                        |
| 1972   | Larry Brown                                      | Washington Redskins                                                   | Running back                                        |
| 1973   | O.J. Simpson                                     | Buffalo Bills                                                         | Running back                                        |
| 1974   | Ken Stabler Merlin Olsen                         | Oakland Raiders Los Angeles Rams                                      | Quarterback Defensive Tackle                        |
| 1975   | Fran Tarkenton                                   | Minnesota Vikings                                                     | Quarterback                                         |
| 1976   | Bert Jones Ken Stabler                           | Baltimore Colts Oakland Raiders                                       | Quarterback                                         |
| 1977   | Walter Payton Bob Griese                         | Chicago Bears Miami Dolphins                                          | Running back Quarterback                            |
| 1978   | Terry Bradshaw Earl Campbell                     | Pittsburgh Steelers Houston Oilers                                    | Quarterback Running back                            |
| 1979   | Earl Campbell                                    | Houston Oilers                                                        | Running back                                        |
| 1980   | Brian Sipe Earl Campbell Ron Jaworski            | Cleveland Browns Houston Oilers Philadelphia Eagles                   | Quarterback Running back Quarterback                |
| 1981   | Ken Anderson                                     | Cincinnati Bengals                                                    | Quarterback                                         |
| 1982   | Mark Moseley Dan Fouts Joe Theismann             | Washington Redskins San Diego Chargers Washington Redskins            | Kicker Quarterback                                  |
| 1983   | Joe Theismann Eric Dickerson John Riggens        | Washington Redskins Los Angeles Rams Washington Redskins              | Quarterback Running back                            |
| 1984   | Dan Marino                                       | Miami Dolphins                                                        | Quarterback                                         |
| 1985   | Marcus Allen Walter Payton                       | Los Angeles Raiders Chicago Bears                                     | Running back                                        |
| 1986   | Lawrence Taylor Phil Simms                       | New York Giants                                                       | Linebacker Quarterback                              |
| 1987   | John Elway Jerry Rice                            | Denver Broncos San Francisco 49ers                                    | Quarterback Wide Receiver                           |
| 1988   | Boomer Esiason Roger Craig Randall Cunningham    | Cincinnati Bengals San Francisco 49ers Philadelphia Eagles            | Quarterback Running back Quarterback                |
| 1989   | Joe Montana                                      | San Francisco 49ers                                                   | Quarterback                                         |
| 1990   | Joe Montana Randall Cunningham Jerry Rice        | San Francisco 49ers Philadelphia Eagles San Francisco 49ers           | Quarterback Wide Receiver                           |
| 1991   | Thurman Thomas Barry Sanders                     | Buffalo Bills Detroit Lions                                           | Running back                                        |
| 1992   | Steve Young                                      | San Francisco 49ers                                                   | Quarterback                                         |
| 1993   | Emmitt Smith                                     | Dallas Cowboys                                                        | Running back                                        |
| 1994   | Steve Young                                      | San Francisco 49ers                                                   | Quarterback                                         |
| 1995   | Brett Favre                                      | Green Bay Packers                                                     | Quarterback                                         |
| 1996   | Brett Favre                                      | Green Bay Packers                                                     | Quarterback                                         |
| 1997   | Brett Favre Barry Sanders                        | Green Bay Packers Detroit Lions                                       | Quarterback Running back                            |
| 1998   | Terrell Davis Randall Cunningham                 | Denver Broncos Minnesota Vikings                                      | Running back Quarterback                            |
| 1999   | Kurt Warner                                      | St. Louis Rams                                                        | Quarterback                                         |
| 2000   | Marshall Faulk Rich Gannon                       | St. Louis Rams Oakland Raiders                                        | Running back Quarterback                            |
| 2001   | Kurt Warner Marshall Faulk                       | St. Louis Rams                                                        | Quarterback Running back                            |
| 2002   | Rich Gannon                                      | Oakland Raiders                                                       | Quarterback                                         |
| 2003   | Peyton Manning Steve McNair                      | Indianapolis Colts Tennessee Titans                                   | Quarterback                                         |
| 2004   | Peyton Manning                                   | Indianapolis Colts                                                    | Quarterback                                         |
| 2005   | Shaun Alexander                                  | Seattle Seahawks                                                      | Running back                                        |
| 2006   | LaDainian Tomlinson                              | San Diego Chargers                                                    | Running back                                        |
| 2007   | Tom Brady                                        | New England Patriots                                                  | Quarterback                                         |
| 2008   | Peyton Manning                                   | Indianapolis Colts                                                    | Quarterback                                         |
| 2009   | Peyton Manning                                   | Indianapolis Colts                                                    | Quarterback                                         |
| 2010   | Tom Brady                                        | New England Patriots                                                  | Quarterback                                         |
| 2011   | Aaron Rodgers                                    | Green Bay Packers                                                     | Quarterback                                         |
| 2012   | Adrian Peterson                                  | Minnesota Vikings                                                     | Running back                                        |
| 2013   | Peyton Manning                                   | Denver Broncos                                                        | Quarterback                                         |
| 2014   | Aaron Rodgers                                    | Green Bay Packers                                                     | Quarterback                                         |
| 2015   | Cam Newton                                       | Carolina Panthers                                                     | Quarterback                                         |
| 2016   | Matt Ryan                                        | Atlanta Falcons                                                       | Quarterback                                         |
| 2017   | Tom Brady                                        | New England Patriots                                                  | Quarterback                                         |
| 2018   | Patrick Mahomes                                  | Kansas City Chiefs                                                    | Quarterback                                         |
| 2019   | Lamar Jackson                                    | Baltimore Ravens                                                      | Quarterback                                         |
| 2020   | Aaron Rodgers                                    | Green Bay Packers                                                     | Quarterback                                         |
| 2021   | Aaron Rodgers                                    | Green Bay Packers                                                     | Quarterback                                         |
| 2022   | Patrick Mahomes                                  | Kansas City Chiefs                                                    | Quarterback                                         |
| 2023   | Lamar Jackson                                    | Baltimore Ravens                                                      | Quarterback                                         |
| 2024   | Josh Allen                                       | Buffalo Bills                                                         | Quarterback                                         |